# Вечірня рукавичка

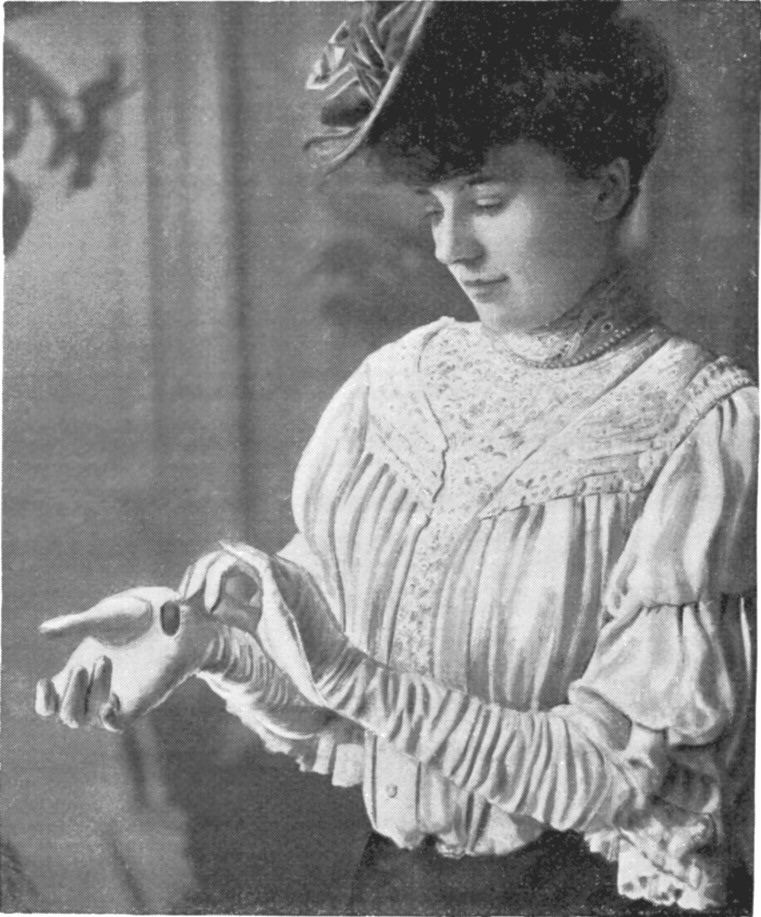
Guanti da opera in capretto bianco per nobildonna

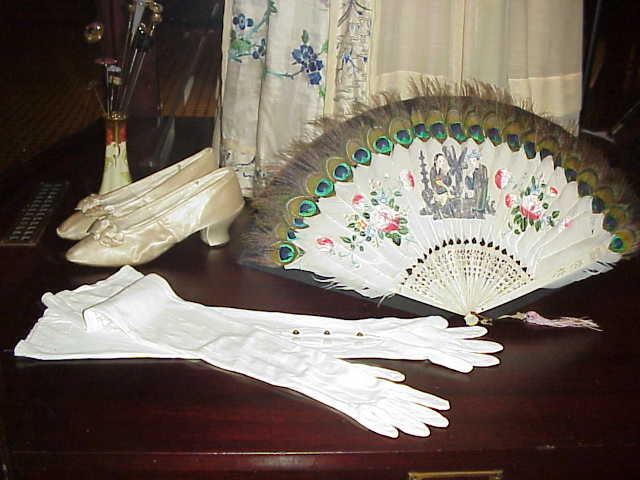
guanto da sera bianco per le donne

Жіночі вечірні рукавички — це довгі рукавички, які жінки носять як офіційний одяг, як правило, до офіційного вбрання, такого як вечірня сукня або весільна сукня. Серед них найдовші вечірні рукавички називають "оперними рукавичками ". Частина «довжиною до ліктя» є ключем; рукавички, які охоплюють значну частину передпліччя, аж до ліктя, цілком законно можна назвати «довгими рукавичками» або «вечірніми рукавичками», але ніколи «оперними рукавичками». У цьому випадку термін «Опера», ймовірно, більше пов'язаний з довжиною, ніж випадком, як це видно також у «Рукавичках довжини опери» та «Перли довжини опери».
Багато західних церемоніальних суконь походять від християнських ритуальних костюмів, особливо в католицькій церкві, найбільшій християнській деномінації, де ритуали суворо дисципліновані, і це було потрібно для зменшення впливу шкіри. У відповідь на цю тенденцію у західному світі сукні з короткими рукавами або без рукавів, такі як нічний дрес-код, слід носити з довгими рукавичками до ліктя навіть на офіційних заходах та в соціальних колах вищого класу. Тому вона має сильне значення як офіційна сукня у священному і суворому місці, і, як кажуть, це вишукана сукня акуратної та чистої леді.
Жіночі рукавички для офіційного та напівформального одягу мають три довжини для жінок: довжина зап'ястя, ліктя та опери (понад лікоть, зазвичай досягає біцепса, але іноді до всієї довжини руки). Найблагородніші рукавички оперної довжини виготовляються на замовлення з білої дитячої шкіри . Багато інших видів шкіри, як правило, м'яких сортів коров'ячої шкіри, використовують для виготовлення оперних рукавичок; лакована шкіра та замша особливо популярні як альтернатива дитячій шкірі та часто є більш доступними, ніж дитячі. Атласнаі еластичні атласні матеріали надзвичайно популярні, а також є серійні сорти. Більш незвичайні матеріали для рукавичок включають шкіру, виготовлену з лосося, пітона та скату.

## Історія

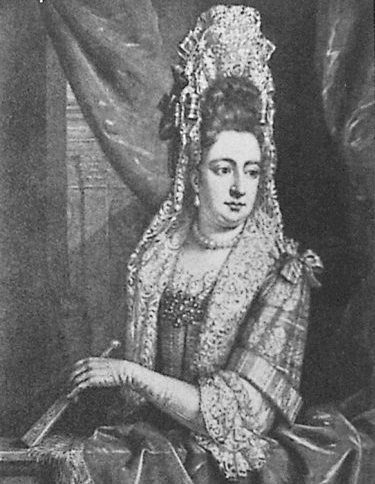
Mary II wearing elbow length gloves c. 1690

### Західний світ

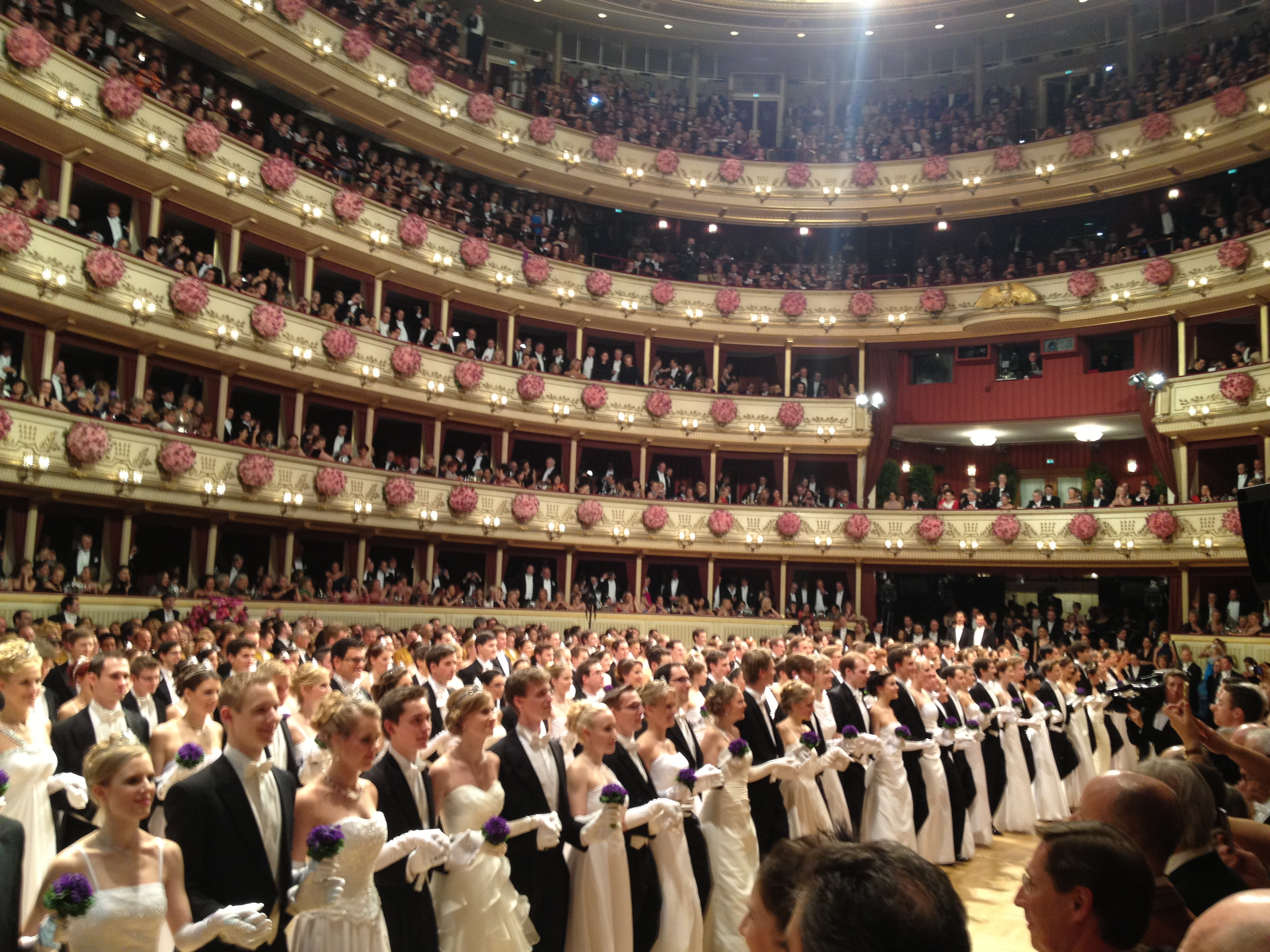
Debutantes' entry during the opening of the ball (2014)

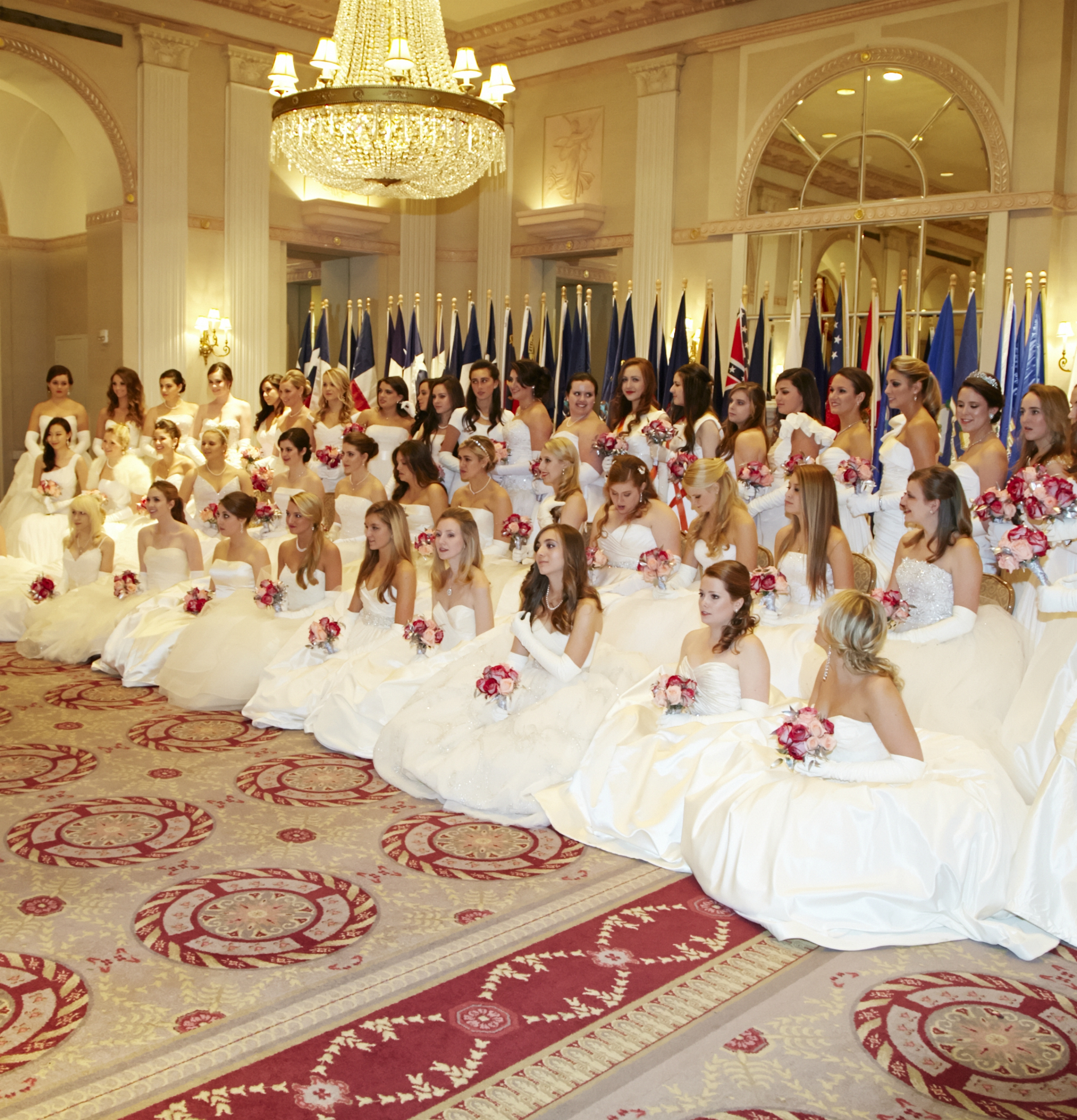
58th International Debutante Ball, 2012, New York City (Waldorf-Astoria Hotel)

Хоча етимологія терміна оперна рукавичка невідома, рукавички довжиною вище ліктя носять принаймні з кінця 18 століття, а рукавички, що доходять до або трохи нижче ліктя, жінки в західних країнах носять з 17-го століття; на діючій гравюрі англійської королеви Марії, датованої 1690-ми роками, вона показана в рукавичках довжиною до ліктя. Рукавички над ліктями були вперше широко популярні в період регентства / наполеонівського періоду (близько 1800—1825), а популярність слабшали в ранні та середні вікторіанські періоди (близько 1830—1870), але найбільшою популярністю користувалися в останні два десятиліття 19 століття та роки 20 століття до початку Першої світової війни. У той період вони були стандартними як для денного, так і для вечірнього одягу; навіть деякі плавальні костюми були оснащені оперними рукавичками. Етикет вважав рукавички обов'язковими аксесуарами як для чоловіків, так і для жінок вищих класів, тож рідко можна було побачити на громадських святах добре одягнену жінку, яка не носила якихось рукавичок. За словами кількох істориків моди, рукавички, що працюють над ліктями, були знову популяризовані в кінці 19 століття актрисами Сарою Бернхардт у Франції (щоб замаскувати те, що вона вважала своїми надто тонкими руками) та Ліліан Рассел у Сполучених Штатах.
Оперна рукавичка користується різною популярністю протягом десятиліть після Першої світової війни, найпоширеніша як модний аксесуар в 1940-х — на початку 1960-х років, але продовжує користуватися популярністю серед жінок, які хочуть додати особливо елегантний штрих до своїх офіційне вбрання. Вони неодноразово насолоджувались незначним пожвавленням дизайну моди, будучи популярними в колекціях високої моди в кінці 2000-х. Оперні рукавички продовжують залишатися популярними аксесуарами для наречених, випускних вечорів, дебютанток, та суконь квінсеньєра та на дуже офіційних бальних танцях.. білі оперні рукавички все ще є обов'язковими для жінок-дебютанток на Віденському балі опери. Протягом століть стилі та мода змінювалися. Але єдиною константою, яка пов'язує ранню дебютантку в Англії з сучасною американською дебютанткою, є носіння білих шкіряних рукавичок-дебютантів, що діють над ліктями. Рукавичка-дебютантка вже більше століття визнається одним із найголовніших символів жіночності вищого класу.
Вони іноді носить артистами, такі як канкан танцюристи і бурлескні виконавці, зокрема, під час виконання в сукня-і-рукавички стриптиз. У популярній культурі, мабуть, найбільш відомими образами, що містять оперні рукавички, є зображення Рити Хейворт у Гілді (1946), Мерилін Монро в «Джентльмени віддають перевагу білявкам» (1953), Попелюшки з фільму Діснея 1950 року «Попелюшка» та Одрі Хепберн у «Сніданку у Тіффані».

### Японія
В Японії деякі дами цілими днями влітку носять довгі рукавички, щоб захистити ідеальну іроджіро (色 白) або світлу шкіру, яка представляє красу, грацію та високий соціальний статус (а також чистоту та божественність у місцевих релігіях), а також уникати будь-яка форма засмаги.

## Типи

### Мускутер

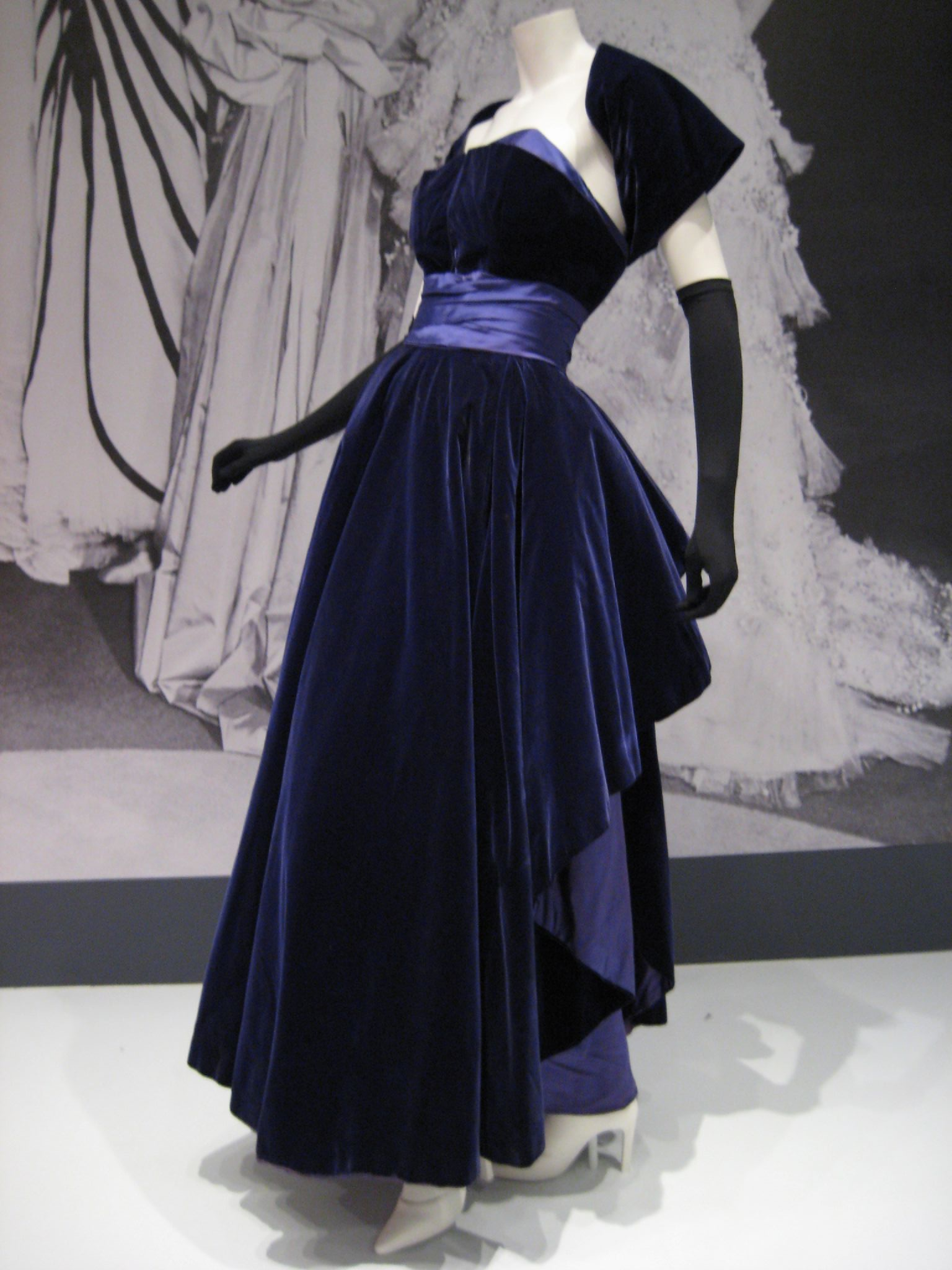
Robe et gants du soir Christian Dior, présentée au musée d'art d'Indianapolis.

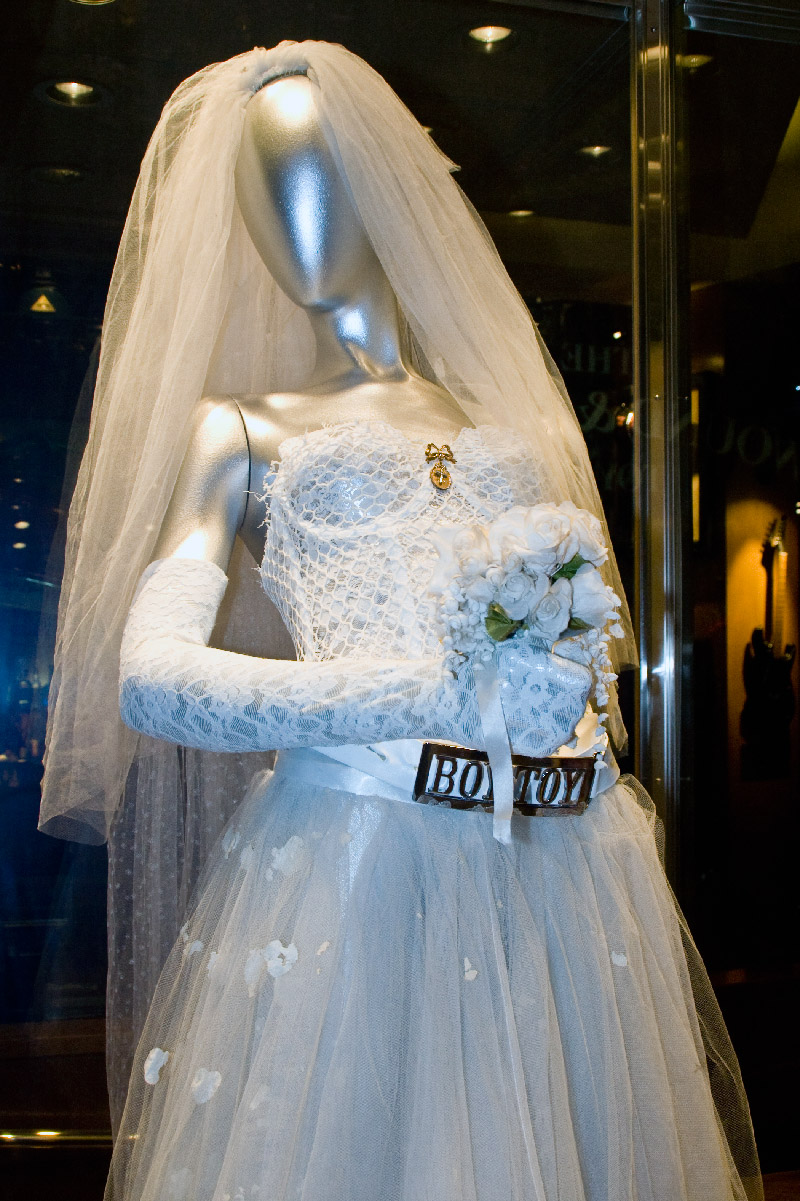
O vestido usado pela cantora na capa do disco, incluindo o famoso e infame cinto «Boy Toy» (imagem).

Найвідоміший тип оперних рукавичок, мускетер, отримав таку назву завдяки отвору на рівні зап'ястя (найчастіше довжиною три дюйми), який закривається трьома (зазвичай) кнопками або застібками, найчастіше виготовленими з перлів або деяких лукоподібний матеріал. Мускетер спочатку походить від рукавиць, які носили французькі мушкетери 16-17 століть, хоча, язик у щоки, згідно з Амброзом Бірсом у «Словнику диявола», 1911:
Мускетер, н. Довга рукавичка, що закриває частину руки. Носиться в Нью-Джерсі. Але «мускетер» — це могутній поганий спосіб написання мушкетера.
У рукавичках для мускетів є кнопки на зап'ясті, щоб користувач міг відкрити кнопки і висунути руку, не знімаючи цілої рукавички. Секцію пальця можна було скласти і акуратно тримати подалі. Ось так дами носили рукавички, обідаючи. Після їжі вони знову закладали руки в рукавички, зазвичай на решту вечора. Протягом 19-го століття, особливо з середини Вікторіанської ери, рукавички були пошиті так, щоб вони дуже щільно прилягали до рук і рук — настільки щільно, насправді, що часто доводилося використовувати такі допоміжні засоби, як тальк і кнопочки.надіти рукавички; тому вважалося дещо неохайним надягати або знімати власні рукавички на публіці, а жінки обов'язково надягали рукавички в приватному домі перед тим, як виходити на якусь подію (ще одна причина популярності відкриття мушкету). Здається, отвір / застібка для москатеру для довгих жіночих рукавичок стала найбільш популярною за часів Вікторії; під час періоду Наполеона / Регентства довгі жіночі рукавички часто пришивались, щоб вільно лягати на руку власника, і їх часто носили зібраними нижче ліктя або піднімаючими на біцепс ремінцем, схожим на підв'язку. (У кіноверсії «Гордість і упередження» 2005 року, Розамунд Пайк та кілька інших актрис носять рукавички довжини опери із зав'язками на зав'язках у верхній частині рукавички, але це може бути не точним зображенням стилю довгих рукавичок в епоху Регентства; на модних платівках того періоду, здається, не показано рукавичок із зав'язками на шнурках, однак на жінок часто вдягають рукавички, підняті на підв'язані ремінці або стрічки.)
У період з 1930-х до початку 1960-х років вечірня рукавичка була пристосована для одягу з певними вбраннями для відпочинку та сну високого класу, або пеньюаромнабори. Такі рукавички, як правило, виготовляли з того самого легкого прозорого нейлону, штучного шовку або шовку, що і нижня білизна, що відповідає або доповнює колір, і завжди довжиною вище ліктя. Ці рукавички були введені, щоб ввести моду в закриті руки в спальню, захистити шкіру під час сну та відпочинку, а також забезпечити скромність жінкам під час подорожей, відвідування або спільного проживання. Хоча ніколи не були широко поширеними, ці спальні рукавички були бажаним компонентом найдорожчих спальних ансамблів. Враховуючи поширеність рукавичок в жіночій моді середини 20 століття, жінка, яка додала спальні рукавички до свого гардеробу, була б у рукавичках практично весь час.

## Вимірювання
Довжина жіночих вечірніх рукавичок називається термінами «гудзики», незалежно від того, мають вони гудзики чи ні. Це слово походить від французької, і точна міра насправді трохи довша за один дюйм. Рукавички довжиною до зап'ястя, як правило, мають вісім кнопок, у ліктя — 16, середина біцепса — 22, а повна довжина плечей — 30. Оперні рукавички мають довжину від 16 до 22 дюймів, хоча деякі рукавички можуть мати довжину від 29 до 30 дюймів . Щоб пристосувати себе для рукавичок, відміряйте всю руку навколо найширшої частини долоні, де знаходяться суглоби, за винятком великого пальця. Вимірювання в дюймах — це розмір рукавички, але якщо руки у людини великі, може бути практичним збільшити розмір. Як правило, вечірня рукавичка вважається справжньою рукавицею довжини опери, якщо вона досягає середини біцепса або вище на руці користувача, незважаючи на його фактичну довжину в дюймах або кнопках; отже, мініатюрна жінка може знайти рукавичку розміром 16 або 17 дюймів, відповідну для цієї мети, тоді як високій жінці може знадобитися рукавичка довше 22 дюймів. Частина «довжиною до ліктя» є ключем; рукавички, які охоплюють значну частину передпліччя, аж до ліктя, цілком законно можна назвати «довгими рукавичками» або «вечірніми рукавичками», але ніколи «оперними рукавичками».цілком законно можна назвати «довгими рукавичками» або «вечірніми рукавичками», але ніколи «Оперними рукавичками».цілком законно можна назвати «довгими рукавичками» або «вечірніми рукавичками», але ніколи «Оперними рукавичками».

## Етикет рукавичок
Ось що потрібно знати, одягаючи ці рукавички з будь-якого приводу. Не з'являйтеся на публіці, не маючи з собою рукавичок. Не берете собі звичку носити рукавички ~ вони повинні вважатися невід'ємною частиною вашого костюма. Рукавички слід надягати, коли ти потискуєш руку, танцюєш або подаєш руку на поцілунок, але не під час обіду. Основне правило довжини всіх рукавичок таке: чим коротший рукав, тим довший рукавичка. Оперні рукавички, тому, правильно носити з рукавів або з короткими рукавами коктейлі сукні або без бретелей, без рукавів або з короткими рукавами вечірні сукні. Для офіційних заходів потрібні рукавички, які принаймні перевищують довжину ліктя. Не одягайте короткі рукавички до білої краватки. Білий, слонова кістка, бежевий та темно-синій — традиційні кольори оперних рукавичок і підходять практично для будь-якого випадку, коли носять оперні рукавички. Чорні оперні рукавички не можна носити з білими або світлими сукнями, лише з темним або яскравим одягом. Ви можете носити браслети поверх рукавичок, але не кільця.

## Галерея

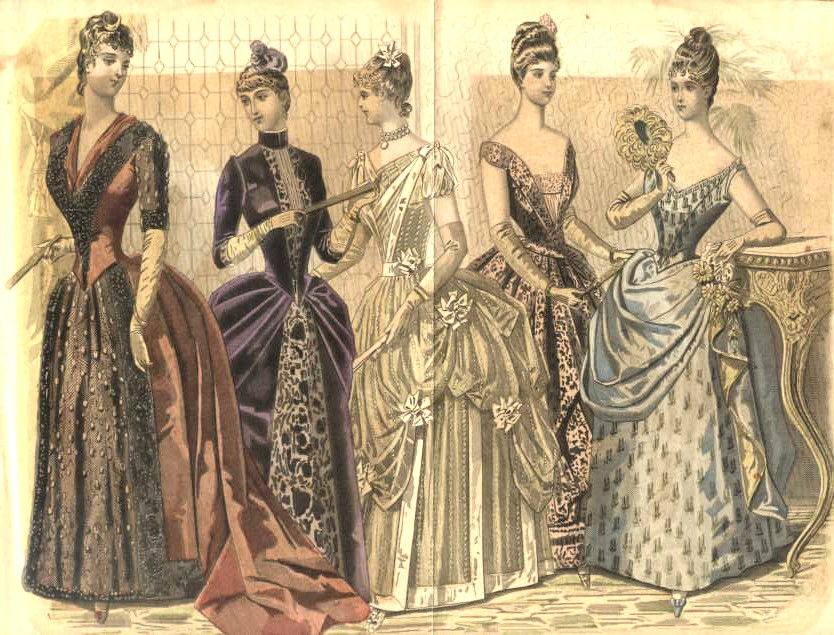
fashion plate from Peterson's Magazine, 1888
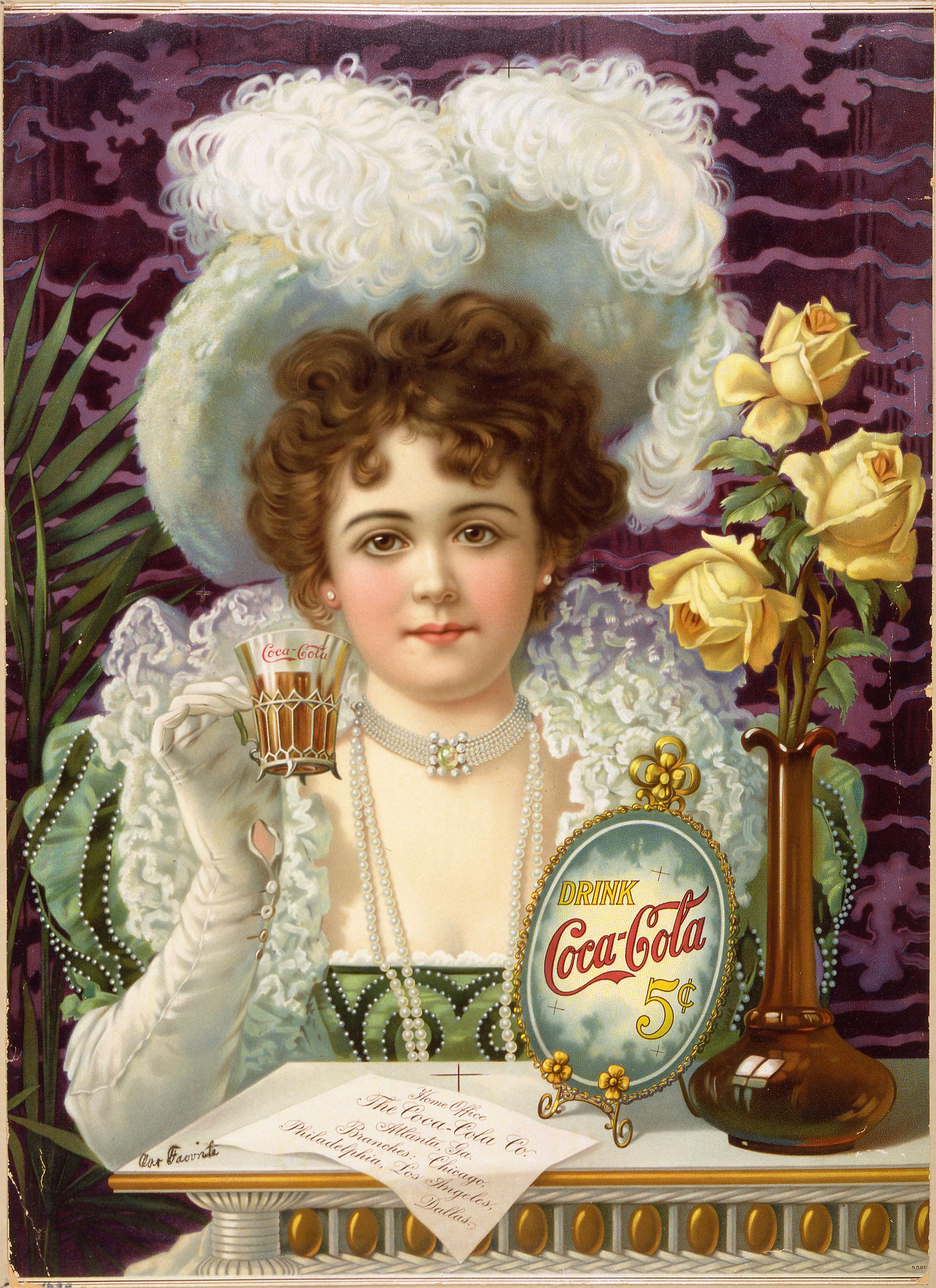
Coca cola advertisement from c. 1900
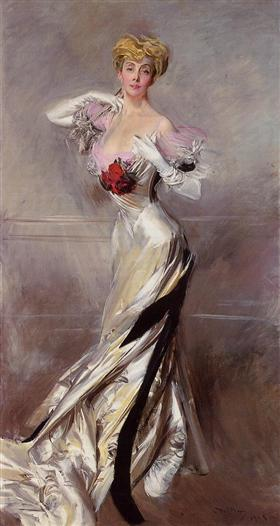
Portrait de la comtesse Zichy par Giovanni Boldini, 1905
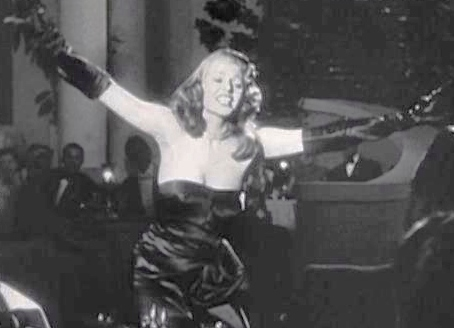
Rita Hayworth from the Gilda trailer in 1946
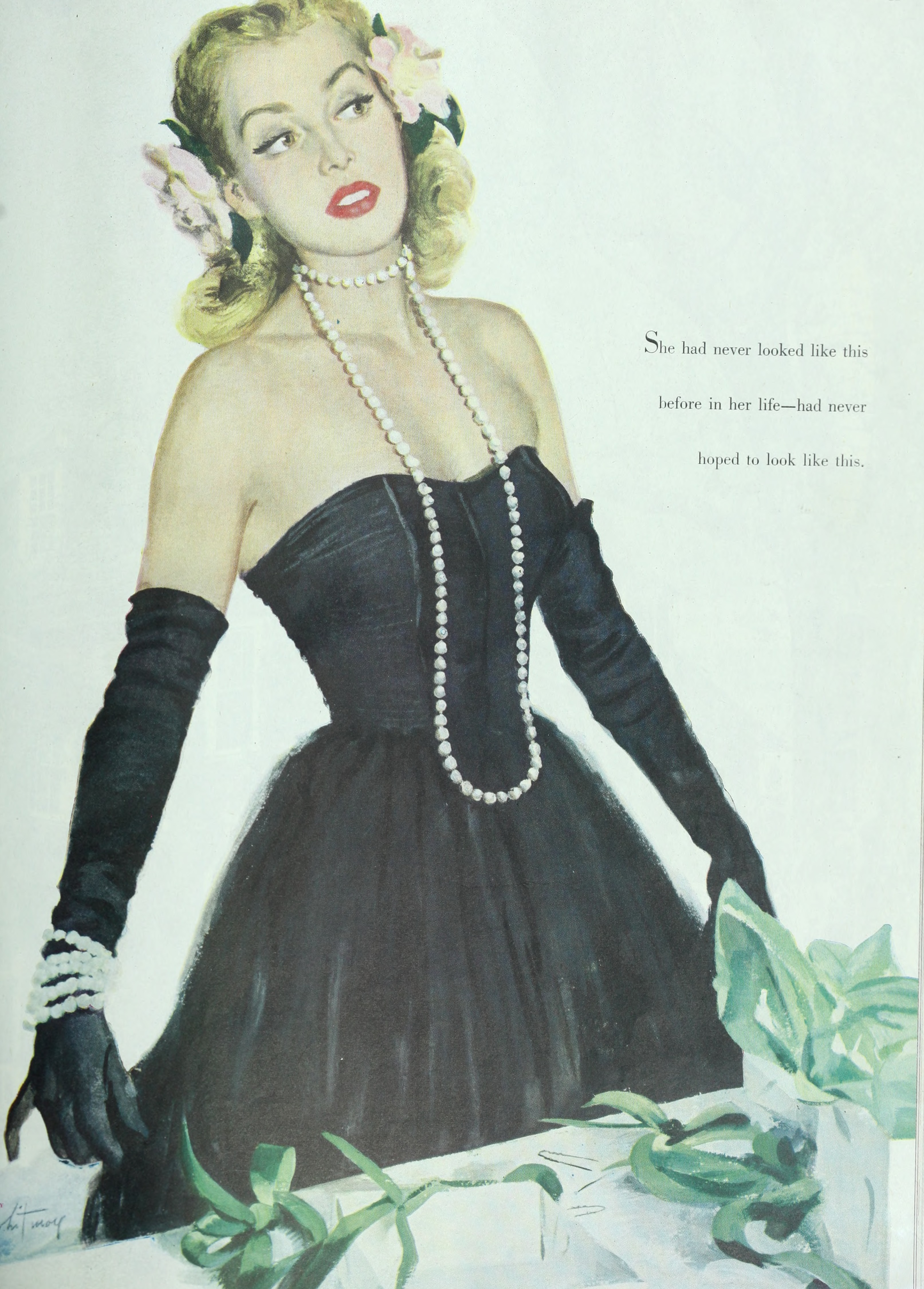
The Ladies home journal, advertisement from 1948
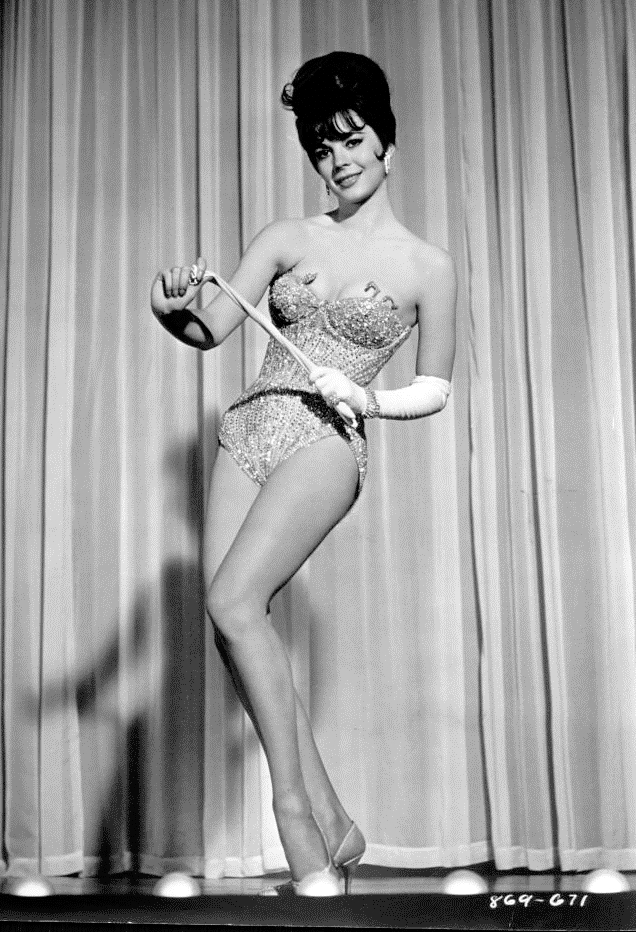
Natalie Wood portraying stripper Gypsy Rose Lee in 1962.
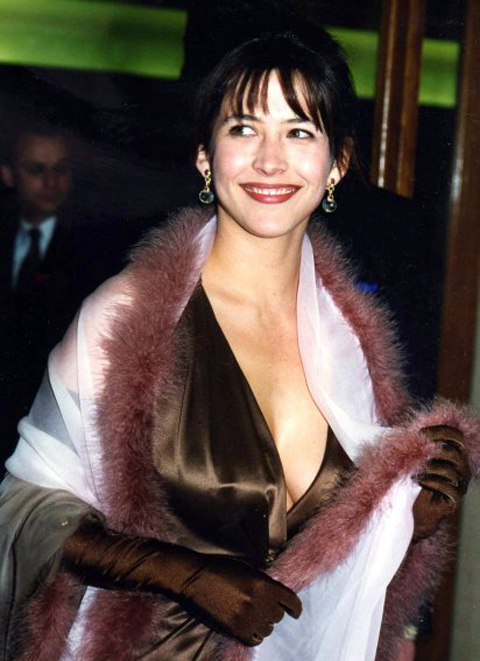
Actress Sophie Marceau wearing evening gloves, 1996.
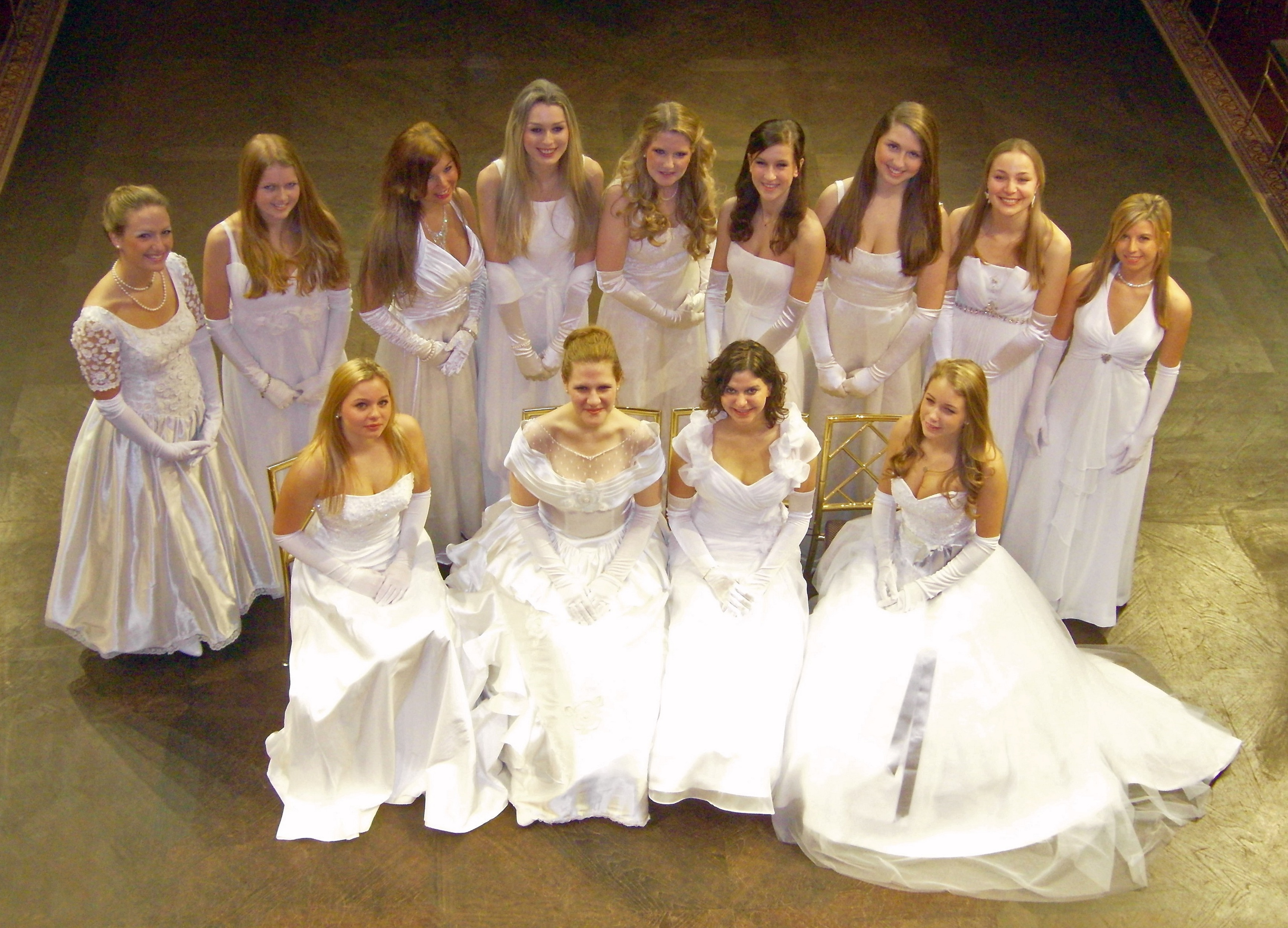
White dress and opera gloves worn by Debutante, 2012.